# タッチ!タッチ!タッチ!
『タッチ!タッチ!タッチ!』 (TOUCH! TOUCH! TOUCH!) は、1972年4月6日から同年5月25日まで日本テレビ系列で放送されていた読売テレビ製作の紀行バラエティ番組である。全8回。放送時間は毎週木曜 19:00 - 19:30 （日本標準時）。
日本の芸能人と文化人たちが世界各国の多種多様な人種と触れあい、それによって得た喜び・戸惑い・ときめきを映像に残すことをコンセプトにしていた。

## 放送リスト
| 回 | 放送日 （1972年） | サブタイトル                            | 出演者           |
| -- | ----------------- | --------------------------------------- | ---------------- |
| 1  | 4月6日            | アフリカンEXPO（前編）                  | 黒部進           |
| 2  | 4月13日           | アフリカンEXPO（後編）                  | 黒部進           |
| 3  | 4月20日           | 欽ちゃんのアフリカ旅行                  | 黒部進、萩本欽一 |
| 4  | 4月27日           | ジャンボ！アフリカ                      | 渡辺貞夫         |
| 5  | 5月4日            | キリマンジャロの肝っ玉母さん            | 清川虹子         |
| 6  | 5月11日           | 清川虹子 秘境マンガッティ部落に飛び込む | 清川虹子         |
| 7  | 5月18日           | アフリカの象さん部落                    | 黒部進           |
| 8  | 5月25日           | アフリカこんにちはさようなら            | 吉田日出子       |

参考：『朝日新聞縮刷版』朝日新聞社、1972年4月6日 - 5月25日付のラジオ・テレビ欄。